# Ільяс Шуареф
Ільяс Шуареф (фр. Ilyas Chouaref, нар. 12 грудня 2000, Шатору, Франція) — мальтійський футболіст, нападник швейцарського клубу «Сьйон» та національної збірної Мальти.

## Ігрова кар'єра

### Клубна
Ільяс Шуареф народився у французькому місті Шатору і з шестирічного віку почав займатися футболом в академії місцевого однойменного клуба. З 2017 року нападник почав грати за другу клубну команду. Його дебют на професійному рівні відбувся 4 грудня 2018 року у матчі Ліги 2 проти «Гавра». 1 жовтня 2019 року футболіст підписав з клубом професійний контракт. За результатами сезону 2020/21 «Шатору» вилетів з Ліги 2 але Шуареф ще на сезон залишився в команді.
Влітку 2022 року Шуареф приєднався до швейцарського клубу «Сьйон».

### Збірна
Ільяс Шуареф народився у Франції і має марокканське та мальтійське коріння. У 2019 році футболіст провів одну гру в складі юнацької збірної Франції (U-19).
В лютому 2025 року Ільяс Шуареф отримав громадянство Мальти і 21 березня 2025 року у матчі відбору до чемпіонату світу 2026 року проти команди Фінляндії Шуареф дебютував у складі національної збірної Мальти.